# Pöls (Pöls-Oberkurzheim)
Pöls è una frazione di 2 367 abitanti del comune austriaco di Pöls-Oberkurzheim, nel distretto di Murtal, in Stiria. Già comune autonomo, il 1º gennaio 2015 è stato fuso con l'altro comune soppresso di Oberkurzheim per costituire il nuovo comune, del quale Pöls è il capoluogo.